# Krušinec
Krušinec est un village de Slovaquie situé dans la région de Prešov.

## Histoire
Première mention écrite du village en 1543.

## Démographie

### Évolution de la population
| Année:               | 1994. | 2004.    | 2014.   | 2024.   |
| -------------------- | ----- | -------- | ------- | ------- |
| Nombre de personnes: | 212   | 254      | 258     | 235     |
| Différence:          |       | +19,81 % | +1,57 % | -8,91 % |

| Année:               | 2023. | 2024.   |
| -------------------- | ----- | ------- |
| Nombre de personnes: | 233   | 235     |
| Différence:          |       | +0,85 % |